# Prionops
Prionops Vieillot, 1816 è un genere di uccelli passeriformi della famiglia Vangidae.

## Etimologia
Il nome scientifico del genere, Prionops, deriva dall'unione della parola greca πριων (priōn, "sega") col suffisso anch'esso di origine greca ωψ (ōps, "simile a"), in riferimento alla cresta seghettata sulla testa di molte specie.

## Descrizione

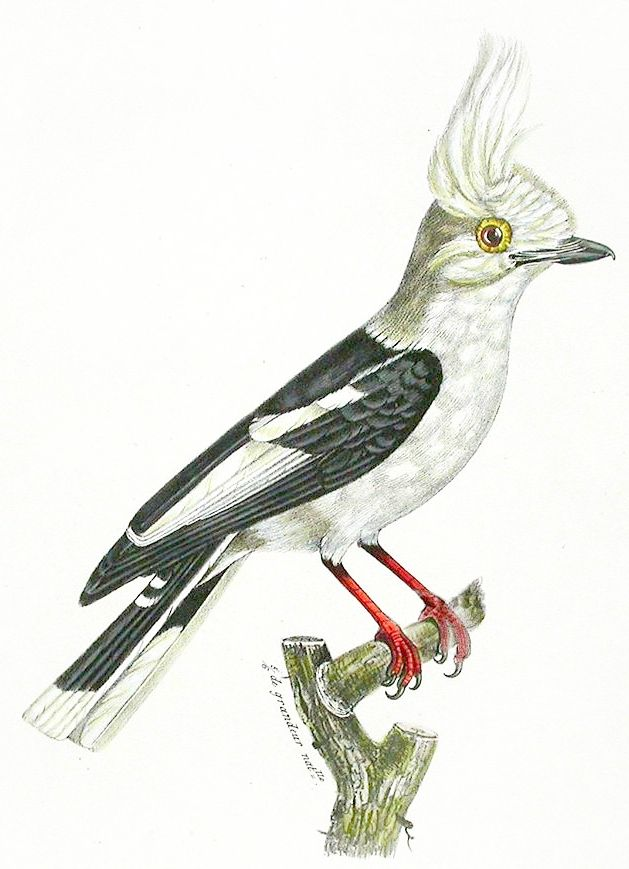
P. plumatus.

Si tratta di uccelli di medie dimensioni (dai 16 cm dell'averla piumata frontecastana ai 26 cm dell'averla piumata testagrigia), dall'aspetto simile a quello di averle dalla colorazione inusuale, con testa allungata dal forte becco dalla punta ricurva verso il basso, ali arrotondate, zampe forti e coda dall'estremità arrotondata. Non di rado, i prionopidi mostrano inoltre caruncole carnose o cerchi perioculari glabri e con pelle colorata.
Il piumaggio varia sensibilmente a seconda della specie, presentandosi quasi completamente nero in alcune specie e quasi completamente grigio-biancastro in altre: generalmente, l'area di fronte e vertice (dove è presente un ciuffo di penne erettili che diviene in alcune specie una vera e propria cresta) è più chiara o di colore brillante, e lo stesso succede al sottocoda, mentre l'area dorsale è più scura e quella pettorale e ventrale mostra colorazione più chiara.

## Biologia
Si tratta di uccelli diurni e tendenzialmente gregari, che vivono in gruppetti di una decina di individui, che si rivelano piuttosto chiassosi, tenendosi in costante contatto vocale fra loro.
La dieta delle averle piumate si compone perlopiù d'insetti, ma anche di piccoli vertebrati, e, sporadicamente, anche di frutti: questi animali aspettano il passaggio di eventuali prede appollaiati su un ramo in evidenza, planando su di esse dall'alto e finendole col forte becco.
Questi animali sono monogami e si riproducono due volte l'anno: il nido è a coppa e viene costruito nel folto della vegetazione, mentre alla cova ed all'allevamento della prole collaborano generalmente anche gli altri membri del gruppo, oltre che i genitori.

## Distribuzione e habitat
Il genere è endemico dell'Africa subsahariana, della quale la maggior parte delle specie popola la savana alberata ed il miombo, pur con specie adattate alla foresta pluviale (averla piumata ventrerossiccio, averla piumata ventrecastano) ed un paio di endemismi di aree montane circoscritte (averla piumata di Gabela ed averla piumata crestagialla).

## Tassonomia

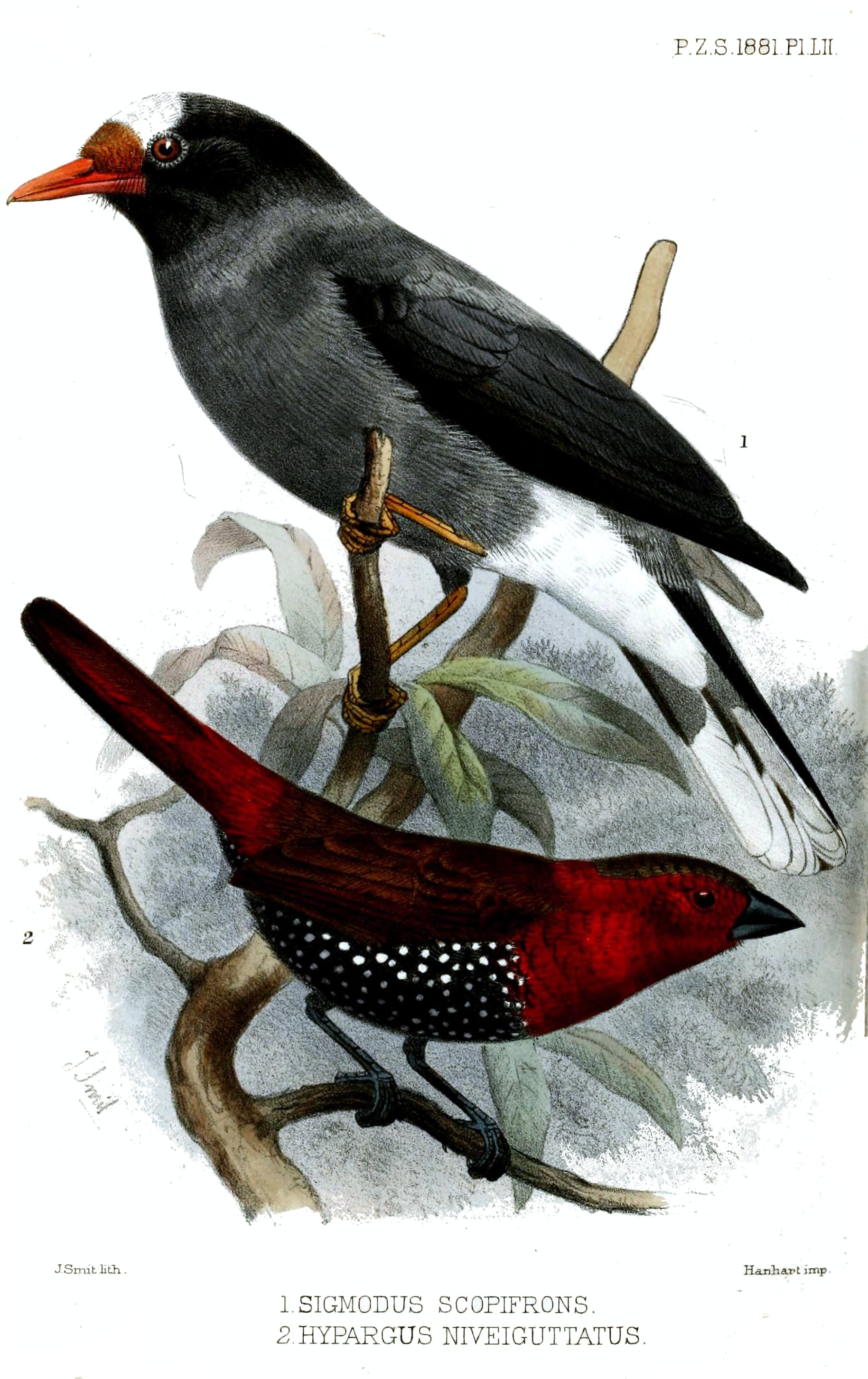
In alto P. scopifrons
In basso amaranto fiammante.

La sistematica delle averle crestate è stata piuttosto controversa. In passato ascritti alla famiglia Laniidae e poi a lungo fra i Malacontidi, con l'avvento delle tecniche di indagine filogenetica molecolare questi uccelli sono risultati parte di una radiazione evolutiva assieme a Vangidae e a Tephrodornithidae, famiglie con le quali il genere è stato accorpato e scorporato varie volte. Secondo alcuni autori questi uccelli sono sufficientemente distinti dagli altri da formare una famiglia monotipica a sé stante (Prionopidae).
Il Congresso Ornitologico Internazionale ha recentemente (2018) collocato il genere tra i Vangidi.
Al genere vengono ascritte otto specie:
- Prionops plumatus (Shaw, 1809) - averla dall'elmo crestalunga;
- Prionops poliolophus Fischer & Reichenow, 1884 - averla piumata crestagrigia;
- Prionops alberti Schouteden, 1933 - averla piumata crestagialla;
- Prionops caniceps (Bonaparte, 1850) - averla piumata ventrecastano;
- Prionops rufiventris (Bonaparte, 1853) - averla piumata ventrerossiccio;
- Prionops retzii Wahlberg, 1856 - averla piumata di Retz;
- Prionops gabela Rand, 1957 - averla piumata di Gabela;
- Prionops scopifrons (Peters, 1854) - averla piumata frontecastana;